# Chencha
Chencha (auch Dincha) ist eine Stadt im Süden Äthiopiens. Sie war Hauptstadt der ehemaligen Provinz Gemu-Gofa, seit diese vom äthiopischen Kaiser Menelik II. in den 1880er Jahren dem Kaiserreich Abessinien eingegliedert worden war. Ab 1965 wurde die Hauptstadt Gemu-Gofas nach Arba Minch verlegt.

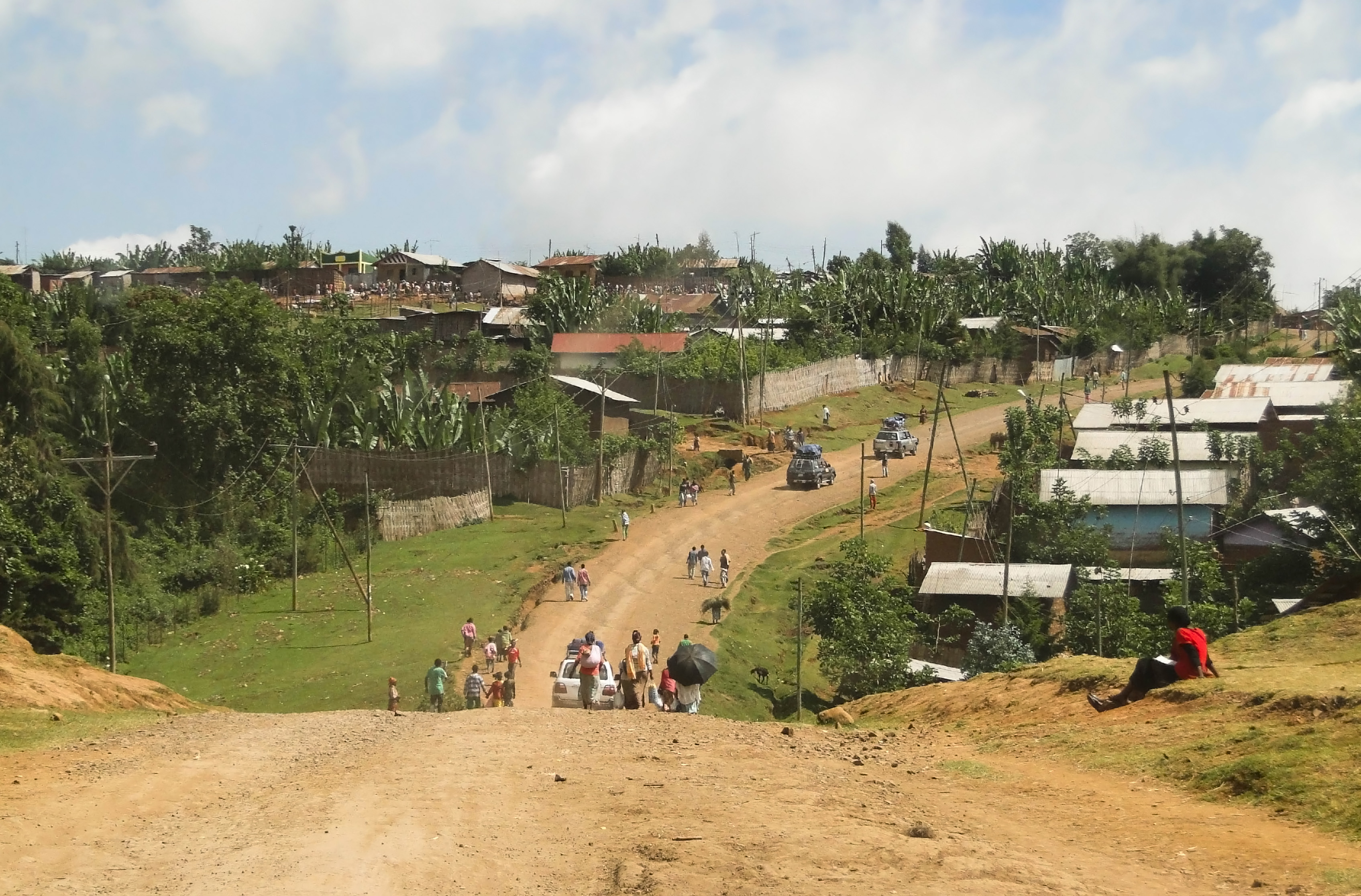
Sicht auf Chencha

Heute liegt Chencha in der Region der südlichen Nationen, Nationalitäten und Völker. Chencha und sein Umland bilden einen eigenen Verwaltungsbezirk, die Woreda Chencha. Diese Woreda war zunächst Teil der Zone Semien Omo (Nord-Omo), seit deren Aufteilung gehört es zur Gamo-Gofa-Zone.